# Кальве, Жозеф
Этье́нн Андре́ Жозе́ф Кальве́ (фр. Étienne André Joseph Calvet; 8 октября 1897, Валанс-д’Ажан — 3 мая 1984, Париж) — французский скрипач.
Учился в Тулузе, затем в Парижской консерватории у Гийома Реми, окончив курс в 1919 году. Известен, прежде всего, как руководитель Квартета Кальве, созданного первоначально в 1919 г., но приобретшего репутацию первого квартета Франции после 1928 г., когда знаменитый Квартет Капе после смерти своего лидера Люсьена Капе сошёл со сцены, а место второй скрипки в Квартете Кальве занял Даниил Гилевич. Квартет был распущен в 1940 г., и в дальнейшем Кальве занимался преимущественно педагогической деятельностью, ведя на протяжении многих лет класс камерного ансамбля в Парижской консерватории; среди его учеников, в частности, Ивонна Лорио, Кристиан Ферра, Патрис Фонтанароза, Ролан Пиду.